# Henry Hammond Gallison

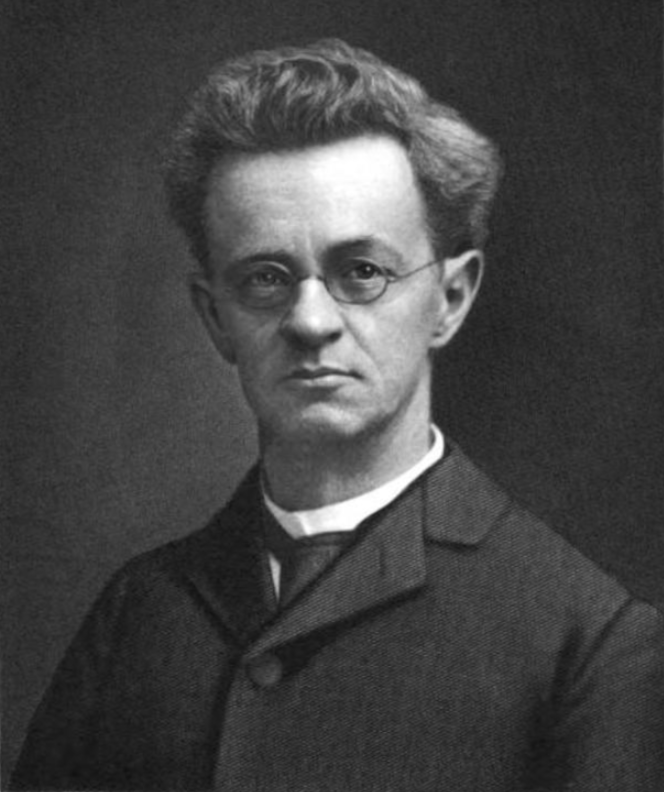
Henry Hammond Gallison

Henry Hammond Gallison (* 20. Mai 1850 in Boston; † 13. Oktober 1910 in Cambridge, Massachusetts) war ein US-amerikanischer Arzt, Jurist und Landschaftsmaler.

## Leben
Gallison war ein Sohn von Joseph Gallison und dessen Ehefrau Lavinia Hammond Gallison. Ab 1865 besuchte er die Boston Latin School. Auf Wunsch seines Vaters studierte er bis 1872 zunächst Medizin an der Harvard Medical School. Nach einem Jahr als städtischer Pockenarzt in Boston gab er diesen Hauptberuf auf, um an der Harvard Law School Rechtswissenschaft zu studieren. Dort schloss er 1875 ab. Er wurde ein Rechtsanwalt, nebenbei assistierte er seinem Cousin Jeffrey Cushing Gallison noch als Arzt. In der Stadt Franklin wurde er später zum Richter berufen.

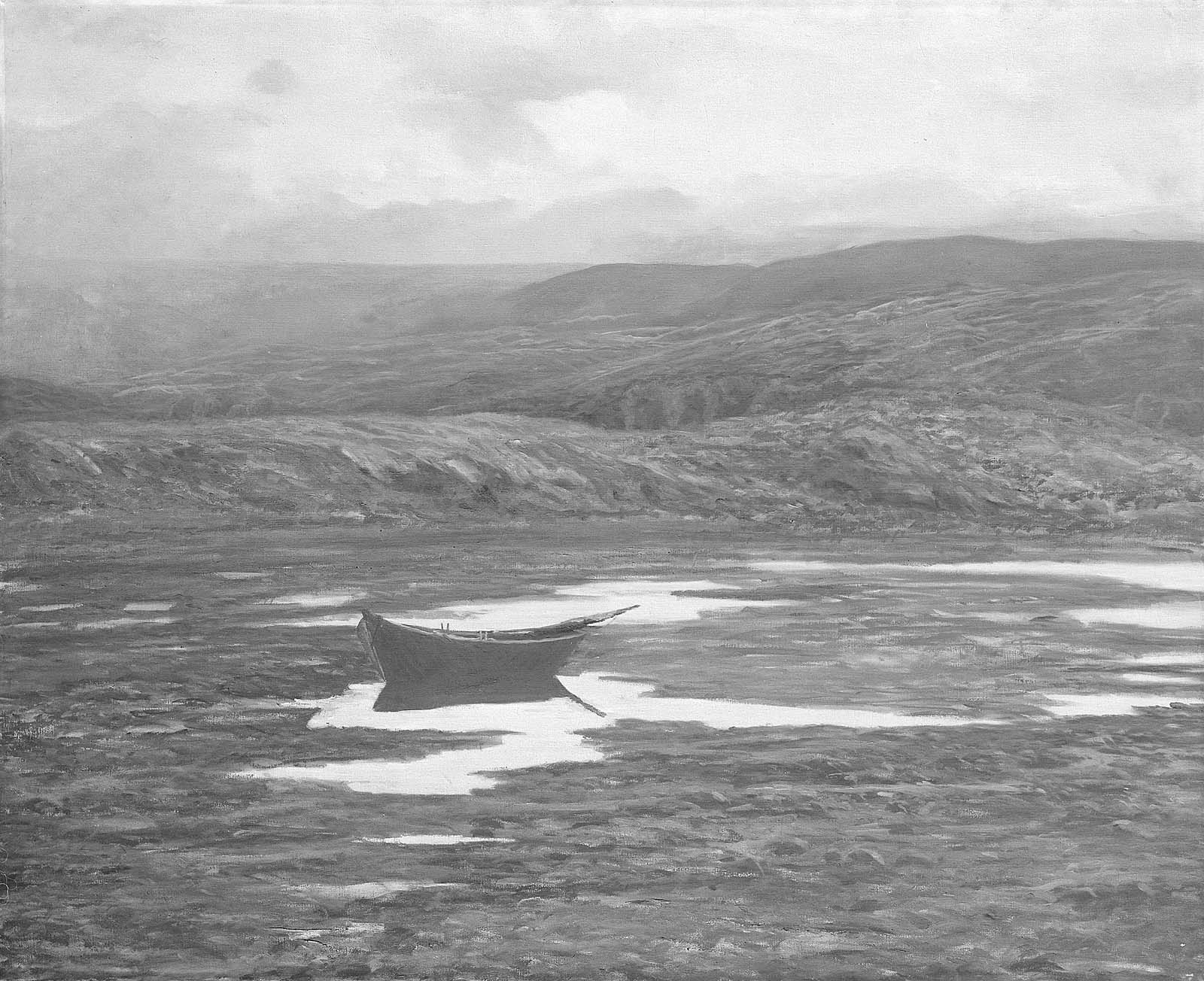
The Golden Haze, um 1909, Museum of Fine Arts, Boston

Von früh auf hatte sich Gallison für das Malen interessiert. 1874 stellte er zwei seiner Werke in Boston aus. Malerei studierte er den 1880er Jahren bei Tommaso Juglaris (≈1844–1925) im Boston Art Club, dann bei Adrien Adolphe Bonnefoy (1855–1912) in Paris, wo er 1885 die deutsche Sängerin Marie Reuter heiratete. Eine Weile lebte das Paar, das kinderlos blieb, in Frankreich und in Italien, ehe es in die Vereinigten Staaten zog. In Massachusetts lebte es bis 1891 in der Stadt Franklin, dann in Cambridge.
Gallison malte Landschaften und nahm damit auch an internationalen Ausstellungen in Turin (1897) und Paris (1900) teil. 1903 erwarb die Galleria Nazionale d’Arte Moderna sein Gemälde Rising Mists. Sein Bild A Gray Day, das auf der Trans-Mississippi Exhibition in Omaha, Nebraska, schon 1898 eine Anerkennung erhalten hatten, erzielte 1904 auf der Louisiana Purchase Exposition eine Bronzemedaille. In der Tradition des Luminism hatte Gallison eine Vorliebe für die Darstellung von Lichterscheinungen der Natur, die er vorzugsweise in grünen Farbtönen wiedergab. An der Küste besaß er ein Atelier in Annisquam, wo neben ihm in den Jahren 1902 bis 1904 auch sein Lehrer Juglaris wirkte.
Gallison war Mitglied der National Academy of Design in New York, im Boston Art Club und im Saint Botolph Club, Boston. Seit 1908 gesundheitlich angeschlagen, starb er im Alter von 60 Jahren in seinem Haus in Cambridge/Massachusetts an einem Schlaganfall und wurde auf der Mount Auburn Cemetery beigesetzt.